# 第3軍団 (ドイツ国防軍)
第3軍団（だい3ぐんだん、ドイツ語: III Armeekorps）は、第二次世界大戦中のドイツ国防軍の部隊である。

## 第III軍団
1934年10月、第III軍団は編成された。ネレトヴァの戦いと1939年のポーランド侵攻では北方軍集団に所属していた。フランスの戦いではA軍集団の一員としてアルデンヌにて黄計画(Fall Gelb)に沿って激闘した。1941年3月には自動車化し、第III自動車化軍団(III Armeekorps (mot))に再編成された。軍団はバルバロッサ作戦のために南方軍集団に配属された。その後、ブロディの戦い、キエフの戦い、ロストフの戦い、ハリコフ攻防戦、そしてウーマニの戦いに参加した。

## 第III装甲軍団
1942年6月、第III装甲軍団(III Panzer Corps)は第III軍団から編成され、A軍集団隷下の部隊としてブラウ作戦を遂行し、コーカサスを占領した。その後、スターリングラードの戦いで第6軍が壊滅すると、ハルキウに駐留するドン軍集団の指揮下に入った。クルスクの戦いでは第4装甲軍の右翼を支援するケンプフ軍支隊に所属した。その後、ローランド作戦で、ベルゴロドのドニエプル川沿いに構築されたパンタ－＝ヴォータン(Panther-Wotan)防衛線まで退却した。
1944に入ると、コルスン包囲戦に参加し、ソ連軍に包囲された第XI軍団と第XLII軍団の2個軍団を救出した。しかし3月にはカメネツ＝ポドリスキー包囲戦にて第III装甲軍団が所属する第1装甲軍が包囲されると、司令官ヘルマン・ブライト装甲兵大将は部隊をブライト集団(Gruppe Breith)に編成した。
1944年後期、第III装甲軍団はブダペスト包囲戦のコンラート作戦にてハンガリー守備隊と共に戦った。その後、春の目覚め作戦に参加した。第III装甲軍団はオーストリアで米軍に包囲され、1945年5月8日に降伏した。

## 司令官
| 着任           | 離任           | 階級       | 氏名                                         |
| -------------- | -------------- | ---------- | -------------------------------------------- |
| 1939年9月1日   | 1940年11月13日 | 上級大将   | クルト・ハーゼ                               |
| 1940年11月13日 | 1941年1月15日  | 歩兵大将   | クルト・フォン・グラウフ                     |
| 1941年1月15日  | 1942年3月31日  | 上級大将   | エバーハルト・フォン・マッケンゼン           |
| 1942年3月31日  | 1942年7月20日  | 上級大将   | レオ・ガイヤー・フォン・シュヴェッペンブルク |
| 1942年7月20日  | 1943年1月2日   | 上級大将   | エバーハルト・フォン・マッケンゼン           |
| 1943年1月2日   | 1943年9月20日  | 装甲兵大将 | ヘルマン・ブライト                           |
| 1943年9月20日  | 1943年11月25日 | 砲兵大将   | ハインツ・ツィーグラー                       |
| 1943年11月25日 | 1944年1月9日   | 歩兵大将   | フリードリヒ・シュルツ                       |
| 1944年1月9日   | 1944年5月31日  | 装甲兵大将 | ヘルマン・ブライト                           |
| 1944年5月31日  | 1944年6月29日  | 装甲兵大将 | ディートリヒ・フォン・ザウケン               |
| 1944年6月29日  | 1945年5月8日   | 装甲兵大将 | ヘルマン・ブライト                           |

## 戦闘序列

### 1940年3月 第3軍団 黄作戦(Fall Gelb)時
- 軍団司令部
  - 第3砲兵司令部 (Arko 3)
  - 第43軍団通信大隊 (Korps-Nachrichten-Abteilung 43)
  - 第403軍団補給部隊 (Korps-Nachschubtruppen 403)
  - 第403野戦憲兵隊 (Feldgendarmerie-Trupp 403)
- 第3歩兵師団（英語版） (3.Infanterie-Division)
- 第23歩兵師団（英語版） (23.Infanterie-Division)
- 第52歩兵師団（英語版） (52. Infanterie-Division)

## 関連事項
- 第二次世界大戦期のドイツの軍団（英語版）